# Districtul Lahn-Dill
Districtul Lahn-Dill (în germană 'Lahn-Dill-Kreis') este un district rural (în germană Landkreis) din landul Hessa, Germania. Lahn și Dill sunt două râuri care trec prin district.